# イワミ村田製作所
イワミ村田製作所（イワミむらたせいさくしょ）は、かつて島根県大田市に本社を置いた企業。

2020年4月に株式会社出雲村田製作所に吸収合併された。

## 概要
村田製作所の生産子会社。リード付きコンデンサ、EMI除去フィルタの製造の他、同じ村田製作所の生産子会社である出雲村田製作所からチップコンデンサの包装・出荷業務
を受託している。近年、コンデンサ以外のチップ部品にもリード線を取り付けて付加価値を向上させる、リード加工ビジネスにも注力している。

## 沿革
- 1965年 - イワミ電子工業設立。
- 1990年 - イワミ村田製作所に改称。
- 2020年 - 出雲村田製作所へ吸収合併。

## 主な製品
- コンデンサ
- 抵抗部品
- 温度センサ
- EMI除去フィルター
- バリスタ